# Oh Darling Yeh Hai India
Oh Darling! Yeh Hai India (ang. Oh Darling! This is India) – bollywoodzki komediodramat miłosny z elementami satyry społecznej i musicalu wyreżyserowany w 1995 roku przez Ketan Mehta, autora filmu pt Rebeliant z 2005 roku. W rolach głównych Shahrukh Khan, Deepa Sahi, Amrish Puri, Anupam Kher i Javed Jaffrey. Akcja filmu rozgrywa się w Mumbaju w momencie próby przejęcia władzy w Indiach przez świat przestępczy.

## Obsada
- Shahrukh Khan – Hero
- Deepa Sahi – Miss India
- Javed Jaffrey – Prince, syn Dona Don
- Anupam Kher – Prezydent Indii/Nathuram
- Amrish Puri – Don Quixote
- Kader Khan – licytant
- Paresh Rawal – licytant
- Tinu Anand